# Per Bolund
Per Bolund (Stoccolma, 3 luglio 1971) è un politico, ambientalista e biologo svedese, ministro dell'ambiente e del clima tra febbraio e novembre 2021 nei governi Löfven II e Löfven III. In precedenza è stato ministro dei mercati finanziari e viceministro delle finanze dal 2014 e ministro svedese dell'edilizia abitativa dal 2019 nel governo Löfven I e Löfven II. Membro del Partito dei Verdi e del Riksdag dal 2006, in precedenza è stato Vice Primo Ministro della Svezia e Ministro dell'Ambiente da febbraio a novembre 2021. Dal 4 maggio 2019 è portavoce del Partito dei Verdi, prima con Isabella Lövin e da gennaio 2021 insieme a Märta Stenevi.

## Biografia
Per Bolund è il figlio dei professori Lars Bolund e Christina Trapp Bolund. Ha lavorato come cuoco dopo il liceo e ha studiato nel 1992-1996 all'Università di Stoccolma e all'Università di Stirling in Scozia e ha conseguito un master in biologia. Tra il 1997 e il 1999, Bolund è stato assistente ricercatore in un progetto che ha condotto studi strategici ambientali sulle visioni future del trasporto sostenibile e dello sviluppo urbano sostenibile. Tra il 2000 e il 2002 ha svolto studi di dottorato presso il Dipartimento di Ecologia dei Sistemi, Università di Stoccolma, ma ha interrotto l'istruzione.

## Carriera politica
Per Bolund è stato eletto membro del parlamento nelle elezioni del 2006 poiché la collega di partito, Åsa Romson, si è dimessa dalla carica. Dal 2002 al 2006  Bolund è stato funzionario esperto di politica presso il Ministero del Commercio e dell'Industria e quindi ha ricoperto uno degli incarichi nel ministero che il Partito dei Verdi e il Partito della Sinistra hanno ricevuto nell'ambito della collaborazione con il governo Persson. Successivamente è stato responsabile delle questioni riguardanti le infrastrutture, la politica del traffico, le questioni IT e la tassa sulla congestione a Stoccolma. 
Bolund ha perso il seggio nel Riksdag nel 2010, ma è stato eletto nel consiglio comunale di Stoccolma ed è diventato consigliere dell'opposizione per il Partito dei Verdi nella municipalità di Stoccolma. Dal 2002 al 2006 è stato anche consigliere comunale e membro del consiglio dei comuni e dei consigli di contea svedesi. Nel settembre 2011, è diventato nuovamente membro del parlamento per il collegio elettorale del comune di Stoccolma quando la collega di partito Maria Wetterstrand si è dimessa.
Il 3 ottobre 2014, Per Bolund è stato nominato ministro dei mercati finanziari e dei consumatori e viceministro delle finanze nel governo di Löfven. Nell'aprile 2016, Bolund è diventato ministro ad interim dell'edilizia abitativa dopo che Mehmet Kaplan è stato licenziato dalla carica di ministro di Stato dal primo ministro Stefan Löfven. A maggio, Peter Eriksson è entrato in carica come regolare ministro dell'edilizia abitativa. Il 21 gennaio 2019, ha ricevuto una rinnovata fiducia quando è stato presentato come Ministro dei mercati finanziari e dell'edilizia abitativa e Vice Ministro delle finanze presso il Ministero delle finanze nel governo Löfven II. 
Il 24 gennaio 2019, Bolund ha annunciato di candidarsi alla carica di portavoce del Partito dei Verdi in seguito alle dimissioni di Gustav Fridolin nel maggio dello stesso anno. Il 4 maggio, il congresso del partito ha eletto Bolund come nuovo portavoce. Ha sconfitto il candidato avversario Magnus P Wåhlin per 171-87. 
Nel rimpasto di governo del 5 febbraio 2021, Bolund è stato nominato Ministro dell'Ambiente e del Clima e ha ricevuto anche il titolo cerimoniale di Vice Primo Ministro. Bolund ha partecipato nell'aprile 2021 al vertice sul clima di Joe Biden, ma è stato successivamente criticato per aver esagerato la sua importanza all'incontro. 
Il 15 giugno 2023, Bolund ha annunciato la sua intenzione di dimettersi da portavoce del Partito dei Verdi all'assemblea generale del partito in autunno. 

## Vita privata
Per Bolund convive con Åse Ahlstrand, ha tre figli e vive ad Älvsjö.